# Match
A Match (ejtsd: macs) egy belga nemzetközi kiskereskedelmi csoport és multinacionális vállalat, melynek központja Belgiumban, Charleroiban van.

## Története
A Match 1934-ben alakult Belgiumban. Alapítója a Delhaize család, azóta is a család kezében van az üzletlánc. Számos más üzletláncnak is birtokosai, ezek közül megemlítendő a Profi diszkontlánc, valamint a Magyarországról már kivonult Cora hipermarket.
Magyarországon 2001-ben jelent meg, a Csemege – Julius Meinl üzletlánc felvásárlásával. Üzleteit 2012–2013 során eladta, illetve bezárta. Üzletei helyén CBA, Coop, valamint Spar üzletek nyíltak.
Az utolsó magyarországi Match 2013. június 4-én zárt be a Duna Plaza bevásárlóközpontban, itt CBA Príma, majd Spar nyílt.

## A Csemege Julius Meinl felvásárlása
A Louis Delhaize csoport 1989-ben jelent meg Magyarországon, a közértprivatizáció idején, a Duna Füszért felvásárlásával. A cég Profi néven újította meg az üzletláncot, az ország egyik első diszkont üzletláncát létrehozva ezzel. 1997-ben vezette be Cora márkáját, ami hipermarketként hét üzletet nyitott az országban. 1998-ban jelentette be a Csemege Julius Meinl, hogy Provera néven közös beszerzési láncot kíván létrehozni a Louis Delhaize csoport két tagjával. 2001-ben vásárolta meg a Louis Delhaize csoport a Meinl AG részesedését a Csemege Szupermarketek Rt.-ben, ami ebben az évben felvette a Csemege-Match Rt. nevet, az általa üzemeltetett Csemege Julius Meinl szupermarketek, Alfa raktáráruházak és Jééé diszkontok nevét pedig Matchra, illetve Smatchra változtatta (alapterületük szerint).

## A Match üzletlánc története

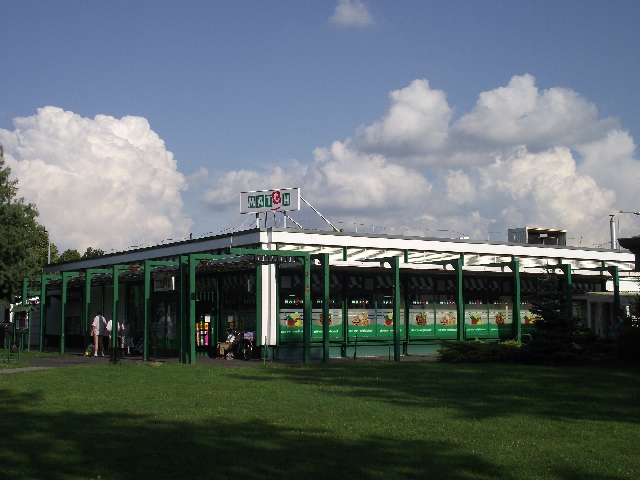
Match áruház Bükön

Magyarországon kezdetben még Match, illetve Smatch néven üzemeltek az üzletek: a Match név alatt elsősorban a bevásárlóközpontokban és kiemelt helyeken található, nagy alapterületű üzleteik (pl. Vásárcsarnok, Rákóczi út) voltak megtalálhatóak, míg Smatch néven kisebb egységeiket illették. 2004. január 1-jétől üzleteik egységesen Match néven futnak. Tervezték továbbá Profi diszkontüzleteik Matchra történő átkeresztelését is, de ez – három üzletet, így a Reitter Ferenc utcait leszámítva – nem valósult meg. Érdekesség, hogy a Match üzletlánc – leszámítva a Csemege Julius Meinl által megkezdett üzletnyitásokat vidéki plázákban – egyetlen üzletet sem nyitott önállóan, sőt, üzleteinek száma évről évre csökkent.
2012 novemberében a belga tulajdonos az üzletek tulajdonjogát átadta a CBA, Coop és Spar üzletláncok részére, a Profi és a Match név így hamarosan eltűnik Magyarországról. Előzetes hírek szerint a Coop 62, a CBA 48 üzletet szerzett meg a Match-Profi 178 üzletéből. A maradék üzleteket a Spar vette meg. Ezek a MOM Parkban, a Mammutban, a Sugárban, valamint a Westendben található üzletek. Az Aldi is érdeklődéssel figyelte a cég kivonulását, eddig három volt Louis Delhaize-üzletet vettek át: a Fővám téri Nagycsarnokban található volt Match, valamint a Profi diszkontlánc monori és Debrecen, Ötvenhatosok terei üzletét. A Penny Market a Profi jászárokszállási üzletét üzemelteti tovább.

## Főbb üzletei
A Match – az 1996 és 2001 között nyitott jelentős bevásárlóközpontokban – elődje a Csemege Julius Meinl révén – jelen volt, a Pólus Centert és Europarkot leszámítva. Így egységei megtalálhatóak voltak a Duna Plaza, a Westend City Center, a Mammut, a MOM Park bevásárlóközpontokban, valamint az 1980-ban nyitott Sugár üzletközpontban. Korábban a Lurdy Ház, a Campona, a Miskolc Plaza, valamint a Csepel Plaza bérlői között is megtalálható volt. Érdekesség, hogy 113 üzletéből 20 Vas megye területén feküdt, így a nyugati megyében volt található boltjainak közel hatoda.

## Termékválasztéka
A Profi és Cora üzletláncok saját márkás termékeinek forgalmazásával több, olcsóbb árkategóriájú terméket is forgalmazott. Profi és Cora néven futó, diszkont, illetve prémium árkategóriás termékei mellett a Cora hipermarketlánc legolcsóbb árkategóriájú, Winny termékeit is forgalmazta. Emellett - üzleteinek központi fekvése miatt - igyekezett a frissáru-választékot bővíteni.

## Kritikák
Több internetes közösség is kritizálta az üzletláncot magas árai, rosszul karbantartott padlózata, valamint alacsony színvonalú tisztasága miatt, továbbá nem lehetett Erzsébet-utalvánnyal fizetni.